# André Hahn
André Hahn (Otterndorf, Alemania Federal, 13 de agosto de 1990) es un exfutbolista alemán que jugaba como centrocampista.

## Selección nacional
Hizo su debut con la selección alemana el 13 de mayo de 2014, en un amistoso ante Polonia.

## Clubes
| Club                     | País     | Año       |
| ------------------------ | -------- | --------- |
| Hamburgo S. V. II        | Alemania | 2008-2010 |
| FC Oberneuland           | Alemania | 2010-2011 |
| TuS Coblenza             | Alemania | 2011      |
| Kickers Offenbach        | Alemania | 2011-2013 |
| F. C. Augsburgo          | Alemania | 2013-2014 |
| Borussia Mönchengladbach | Alemania | 2014-2017 |
| Hamburgo S. V.           | Alemania | 2017-2018 |
| F. C. Augsburgo          | Alemania | 2018-2023 |